# Arthur Rudolf Hantzsch
Arthur Rudolf Hantzsch (Dresden, 7 de março de 1857 — Dresden, 14 de março de 1935) foi um químico alemão.